# Asami Konno
Asami Konno (紺野あさ美, Konno Asami, 7 de maio de 1987 em Sapporo, Hokkaidō), é uma cantora pop japonesa que pertenceu à 5ª geração do grupo de j-pop Morning Musume da Hello! Project. Ela se uniu ao grupo em agosto de 2001 com os demais membros da quinta geração: Ai Takahashi, Risa Niigaki, e Makoto Ogawa. Graduou-se do Morning Musume e Hello! Project em 23 de julho de 2006, para prosseguir os seus estudos e ingressar em uma universidade; Konno, desde então, voltou à Hello! Project para continuar participando das Gatas Brilhantes H.P. e Ongaku Gatas, mantendo os seus estudos, sendo a primeira pessoa a se formar no H!P e depois voltar como um membro.

## Biografia
Konno foi selecionada a partir do Love Audition 21 para aderir ao Morning Musume como membro da 5ª geração em 26 de agosto de 2001, juntamente com Ai Takahashi, Makoto Ogawa, e Risa Niigaki. Embora apenas três meninas eram esperadas para serem escolhidas, Konno foi a seleção curinga, apesar de ter um fraco desempenho em todas as áreas da audição. (Tsunku tinha chamado Konno de "um fracasso".) Ela fez sua primeira aparição no single "Mr. Moonlight ~Ai no Big Band~", e apareceu pela primeira vez no quarto álbum de estúdio, 4th Ikimasshoi!.
Mais tarde naquele ano, foi da Konno a liderança no especial tokuban Morning Musume TV: 13-nin-gakari no Kurisumasu. Durante o show, ela declarou que ela era a "reserva". O enredo do show foi para provar que Konno e Morning Musume poderiam trabalhar juntos como uma unidade de 13 membros e, de fato precisam e querem lá.
Ela foi inesperadamente empurrada para uma posição central em maio de 2002 musical, "Morning Town", recebendo o papel de liderança na segunda metade do jogo.
Em setembro de 2002, a quinta geração foram colocados nos subgrupos Morning Musume e Konno foi adicionado à lista Tanpopo juntamente com Niigaki Risa. Ela participou de um single, "BE HAPPY Koi no Yajirobee".
Konno foi colocada em Morning Musume Sakura Gumi, em janeiro de 2003 e lançou dois singles como parte do grupo antes que ele ficasse inativo. Mais tarde nesse mesmo ano em julho, Konno foi adicionada ao Country Musume, juntamente com Miki Fujimoto, realizando três singles com o grupo.
Apesar de sua voz fraca em comparação com os outros membros, Konno cantou uma versão solo de "Papa ni Niteiru Kare" sobre o lançamento do DVD do fã-clube só de Morning Musume Best Shot vol. 3.
Ela era um membro original da equipe de futsal Gatas Brilhantes H.P. quando ela foi formada em Setembro de 2003, tendo a posição de goleira com Nozomi.
Em 28 de abril de 2006, Konno anunciou sua formatura ao lado de Ogawa Makoto. Graduou-se do Morning Musume e Hello! Project em 23 de julho de 2006, a fim de fazer o exame de conclusão do ensino médio e ingressar em uma universidade.
Em 14 de dezembro de 2006, foi anunciado que Konno tinha sido aceita para Keio University, campus Shonan Fujisawa (SFC). Keio University é considerada a melhor universidade privada do Japão.
Em 18 de junho de 2007 foi anunciado que Konno voltaria a ser da H! P para continuar sua carreira de futsal com Gatas Brilhantes H.P. Também foi anunciado que ela iria preforma no concerto de Verão, em Nagoya, em 17 de julho de 2007. Em 12 de setembro de 2007, ela e outros membros das Gatas liberaria estréia do single "Koi no Narihajimeta Bell".

## Trabalhos

### Filmes
- [2002] とっかえっ娘。 (Tokkaekko)
- [2003] 子犬ダンの物語 (Koinu Dan no Monogatari)

### Novelas
- [2002] Angel Hearts
- [2002] おれがあいつであいつがおれで (Ore ga Aitsu de Aitsu ga Ore de)

### Radio
- [2002-2003] タンポポ編集部 OH-SO-RO! (Tanpopo Henshubu OH-SO-RO!)

## Photobooks
- [2002.08.13] 5 モーニング娘。5期メンバー (5 Morning Musume. 5ki Members) (With Takahashi Ai, Ogawa Makoto, Niigaki Risa) amazon.co.jp
- [2004.08.24] ASAMI KONNO amazon.co.jp
- [2005.08.10] なつふく～夏を過ごす少女～ (Natsufuku ~Natsu o Sugosu Shoujo~) amazon.co.jp
- [2006.03.30] アロハロ!紺野あさ美 (Alo-Hello! Konno Asami) amazon.co.jp
- [2006.07.08] See you again amazon.co.jp
- [2006.09.10] Sweet Days amazon.co.jp